# Castner Knott
Castner Knott was een regionale warenhuisketen gevestigd in Nashville, Tennessee, met winkels in Alabama, Kentucky en Tennessee. De keten bestond ruim honderd jaar lang, van 1898 tot 1998, en was in de laatste jaren een divisie van Mercantile Stores Company.
De historische vlaggenschiplocatie van Castner Knott aan Church Street in Nashville sloot in 1996. De resterende winkels werden verkocht aan Dillard's uit Little Rock, Arkansas, toen het in 1998 Mercantile overnam, terwijl de vijf filialen in grote winkelcentra (Bellevue Center, CoolSprings Galleria, Hickory Hollow Mall, The Mall at Green Hills en Rivergate Mall) in de regio Groot-Nashville, waar Dillard's al vestigingen had, werden verkocht aan Saks Incorporated en omgedoopt tot Proffitt's. In 2001 werden de winkels verkocht aan May Company, die de naam van deze vestigingen veranderde in Hecht's. In 2006 werden deze winkels omgevormd tot Macy's als gevolg van de fusie tussen May Company en Federated Department Stores. Macy's zou uiteindelijk de vestigingen Bellevue Center en Hickory Hollow Mall sluiten, nadat de populariteit van deze winkelcentra als geheel was afgenomen.
Het oorspronkelijke gebouw van Castner-Knott Company, gelegen in het centrum van Nashville, werd eind jaren 1990 voor ongeveer $ 1,5 miljoen verkocht aan Shmerling Clearbrook Holdings. Op 3 februari 2020 werden het gebouw en de aangrenzende parkeergarage voor $ 27,2 miljoen verkocht aan een vastgoedbedrijf uit New York. 